# Torsten Stoll
Torsten Stoll (* 13. März 1964 in Teterow) ist ein deutscher Schauspieler. 

## Leben
Torsten Stoll erlernte nach seinem Schulabschluss den Beruf des Maschinen-und-Anlagenmonteurs und arbeitete anschließend als Rettungsschwimmer. Er studierte von 1986 bis 1989 Ballett an der Palucca Hochschule für Tanz Dresden, wagte einen Fluchtversuch aus der DDR und arbeitete danach als Animateur in einem Robinson-Club. Nach der Wende studierte er von 1990 bis 1994 Musical und Gesang an der Universität der Künste Berlin. 1992 bekam Stoll außerdem seine erste Rolle am Theater des Westens in Berlin. Es folgten weitere Gastengagements an verschiedenen Theaterhäusern.
Von Juli 1997 bis Dezember 1999 war er in der RTL-Daily Soap Gute Zeiten, schlechte Zeiten in der Rolle des Frank Richter zu sehen. Daneben wirkte er in zahlreichen anderen Fernsehserien mit, wie beispielsweise in Wolffs Revier, Alarm für Cobra 11 – Die Autobahnpolizei, Verbotene Liebe oder In aller Freundschaft.

## Filmografie (Auswahl)
- 1997–1999: Gute Zeiten, schlechte Zeiten (Fernsehserie, Rolle: Frank Richter)
- 1997: Alarm für Cobra 11 – Die Autobahnpolizei (Fernsehserie, 1 Folge)
- 1998: Wolffs Revier (Fernsehserie, 1 Folge)
- 1999: Hinter Gittern – Der Frauenknast (Fernsehserie, 1 Folge)
- 2000: HeliCops – Einsatz über Berlin (Fernsehserie, 1 Folge)
- 2000: Verbotene Liebe (Fernsehserie, 64 Folgen)
- 2001: Unser Charly (Fernsehserie, 1 Folge)
- 2001: Null Uhr Zwölf
- 2001–2007: In aller Freundschaft (Fernsehserie, 2 Folgen)
- 2002: Die Cleveren (Fernsehserie, 1 Folge)
- 2003: Küstenwache (Fernsehserie, 1 Folge)
- 2004: Schöne Männer hat man nie für sich allein
- 2006: Balko (Fernsehserie, 1 Folge)
- 2014: Wohin die Wellen tragen